# FC Preußen Burg
Der FC Preußen 02 Burg war ein deutscher Fußballverein aus Burg, im heutigen Landkreis Jerichower Land, der von 1902 bis 1945 existierte. Heimstätte des Vereins, war der Sportplatz am Bismarckturm, welcher heute in seiner ehemaligen Ausrichtung und Lage, schwerlich aber doch lokalisierbar ist, weil noch immer rudimentär als unscheinbarer Jugend-Sportplatz halb existent. (In direkter Sichtweite des Turm-Wahrzeichens der Stadt, nun zur Hälfte mit moderner Wohnbebauung bedeckt) 

Berühmte Spielkleidung des Clubs, waren markante schwarze Jerseys und weiße Hosen, kombiniert mit schwarzen Stutzen. 

Am 18. Januar 1902, als: „Burger Fußball-Club vom Jahre 1902“ gegründet und am 18. Mai 1902 in: „Burger Fußball-Club Preußen“ umbenannt.
 Am 1. September 1919, trug man sich als: „Burger Sport-Verein Preußen“, (B.S.V. Preußen), unter neuem Namen ins Vereinsregister ein.

Spielstätten: 1902 - 1909 Exerzierplatz an der Kaserne / 1909 - 1917 Sportplatz an der Koloniestraße 
                           1917 - 1920 Exerzierplatz an der Kaserne / 14.August 1920 - 1945 Sportplatz am Bismarckturm 
                           1929 - 1931 Kapazitäts-Erweiterung: Neubau eines zweiten, größeren Stadion-Platzes mit Tribüne und 400-m-Aschenbahn sowie 4 Tennisplätzen 

## Sportlicher Werdegang
Preußen Burg wurde im Jahr 1902 unter der offiziellen Bezeichnung: Burger FC Preußen gegründet. Zwischenzeitlich für einige Jahre dann als Burger SV Preußen firmierend und anschließend zurück-benannt, erfolgten bis zur Auflösung des Vereins 1945, keine weiteren Namensänderungen. Man agierte innerhalb des Verbandes Mitteldeutscher Ballspiel-Vereine (V.M.B.V.), im Verbund des Gau Mittelelbe. Rein sportlich, stand man in der Zeit seines 43-jährigen Bestehens, merklich im Schatten bedeutenderer Magdeburger Nachbar-Vereine, wie Cricket-Viktoria 1897 und MFC Viktoria 1896. Eine Qualifikation für die Mitteldeutsche Endrunde, gelang den Preußen bis 1933 aber leider nicht. Für volle drei Serien, musste man danach gar in die Kreisklasse weichen (siehe unten).
1943 realisierte man als emotional-sportlichen Höhepunkt des Werdegangs gemeinsam mit der KSG Rb./VfL Merseburg, den Aufstieg in die Gauliga Mitte, konnte die Saison aber offiziell lediglich mit nur 10 mageren Pluspunkten als Tabellenletzter abschließen, (wobei man 6 eigentlich mehr erspielte Punkte letztendlich am Grünen Tisch abgezogen bekam). 1945 wurde der Verein aufgelöst. Eine spätere Neugründung in Form einer Sportgemeinschaft, wurde im Gegensatz zum Lokal-Rivalen Burger BC 08, welcher damals wie heute im Burger Flickschupark ansässig war und ist, in der SBZ (politisch-administrativ motiviert), nicht mehr vollzogen.

## Statistik
- Teilnahme Gauliga Mitte: 1943/44
- Ewige Tabelle Gauliga Mitte: Rang 20

Dezidierte Saison-Bilanzen 1902-1945

1902/03 - 1903/04 - n. b. 

1904/05 - V.M.B.V. / 3. Klasse / Platz ? (7)_______[Verband Magdeburger Ballspiel-Vereine] 

1905/06 - V.M.B.V. / 3. Klasse / Platz 8 (8)_______[Verband Mitteldeutscher Ballspiel-Vereine] / Mannschaft zurückgezogen 

1906/07 - Gauliga Mittelelbe / 3.Klasse / Platz ? (?) 

1907/08 - Gauliga Mittelelbe / 2.Klasse / Platz ? (9) 

1908/09 - Gauliga Mittelelbe / 1b-Klasse / Platz 1 (5) 

1909/10 - Gauliga Mittelelbe / 1.Klasse / Platz 4 (6) 

1910/11 - Gauliga Mittelelbe / 1.Klasse / Platz 5 (5) 

1911/12 - Gauliga Mittelelbe / 1.Klasse / Platz 5 (6) 

1912/13 - Gauliga Mittelelbe / 1.Klasse / Platz 5 (5) 

1913/14 - Gauliga Mittelelbe / 1a-Klasse / Platz 7 (7)..........[ in Klammern = teilnehmende Vereine in der jeweiligen Klasse ]

1914/15 - 1918/19 - n. b. 

...............................................................................................................................[ Spielklassen-Reform ]

1919/20 - n. b. 

1920/21 - Kreisliga Elbe / 1b-Klasse (Abt.A-Nordwest) / Platz 1 (?)______________[ 1b-Klassen-Meister-Playoff: FC Preußen 02 Burg vs. FV Fortuna Magdeburg ]

1921/22 - Kreisliga Elbe / 1b-Klasse (Abt.A-Nordwest) / Platz 1 (?)______________[ 1b-Klassen-Meister-Playoff: FC Preußen 02 Burg vs. FC Weitstoß Schönebeck 3:0 ]

1922/23 - Kreisliga Elbe / 1a-Klasse / Platz 8 (10)_________ 28:33___17:19 

...............................................................................................................................[ Spielklassen-Reform ]

1923/24 - Gauliga Mittelelbe / 1a-Klasse / Platz 7 (9)_______ 21:37___10:22 

1924/25 - Gauliga Mittelelbe / 1a-Klasse / Platz 7 (9)_______ 31:38___12:20 

1925/26 - Gauliga Mittelelbe / 1a-Klasse / Platz 3 (10)______ 56:29___27:  9___[ Entscheidungsspiel um Platz 2: FC Preußen 02 Burg vs. Cricket Viktoria Magdeburg 0:1 ]

1926/27 - Gauliga Mittelelbe / 1a-Klasse / Platz 6 (10)______ 34:51___15:21 

1927/28 - Gauliga Mittelelbe / 1a-Klasse / Platz 8 (10)______ 40:56___15:21 

1928/29 - Gauliga Mittelelbe / 1a-Klasse / Platz 11 (12)_____ 46:105___7:37 

1929/30 - Gauliga Mittelelbe / 1b-Klasse / Platz 2 (10)______ 71:27___30:  6 

1930/31 - Gauliga Mittelelbe / 1b-Klasse(A) / Platz 3 (8)_____52:18___20:  8 

1931/32 - Gauliga Mittelelbe / 1b-Klasse(A) / Platz 2 (8)_____64:23___21:  5___[ 2 Punkte Abzug ] 

1932/33 - Gauliga Mittelelbe / 1b-Klasse(A) / Platz 3 (8)_____29:35___13:15 

...............................................................................................................................[ Spielklassen-Reform ]

1933/34 - Gauliga Mitte / Kreisklasse II (MD) / Platz 3 (10)___ 47:36___19:17 

1934/35 - Gauliga Mitte / Kreisklasse II (MD) / Platz 1 (10)___ 72:24___30:  6 

1935/36 - Gauliga Mitte / Bezirksklasse MD-A / Platz 2 (11)___52:40___25:15 

1936/37 - Gauliga Mitte / Bezirksklasse MD-A / Platz 2 (11)___55:42___24:16 

1937/38 - Gauliga Mitte / Bezirksklasse MD-A / Platz 8 (12)___56:52___21:23 

1938/39 - Gauliga Mitte / Bezirksklasse MD-A / Platz 1 (11)___56:42___28:12 

1939/40 - Gauliga Mitte / Bezirksklasse MD-A / Platz 7 (7)____19:49___  7:17 

1940/41 - Gauliga Mitte / Kreisklasse II (MD) / Platz 1 (10)____61:25___26:  8 

1941/42 - Gauliga Mitte / Bezirksklasse MD-A / Platz 4 (10)___56:45___18:18 

1942/43 - Gauliga Mitte / Bezirksklasse MD-A / Platz 1 (11)___58:18___ 21:11 

1943/44 - Gauliga Mitte / Bereichsklasse // Platz 10 (10) _____27:40___10:26___ [ Tor-und-Punktbilanz, aufgrund neuerer Zeitzeugen-Quellen-Erkenntnisse, verbessert ]

1944/45 - Saison vorzeitig abgebrochen 

...........................................................................................................................

* [ in Klammern = teilnehmende Vereine   //   n. b. = nicht bekannt ]